# 觀測山 (麥克默多站)

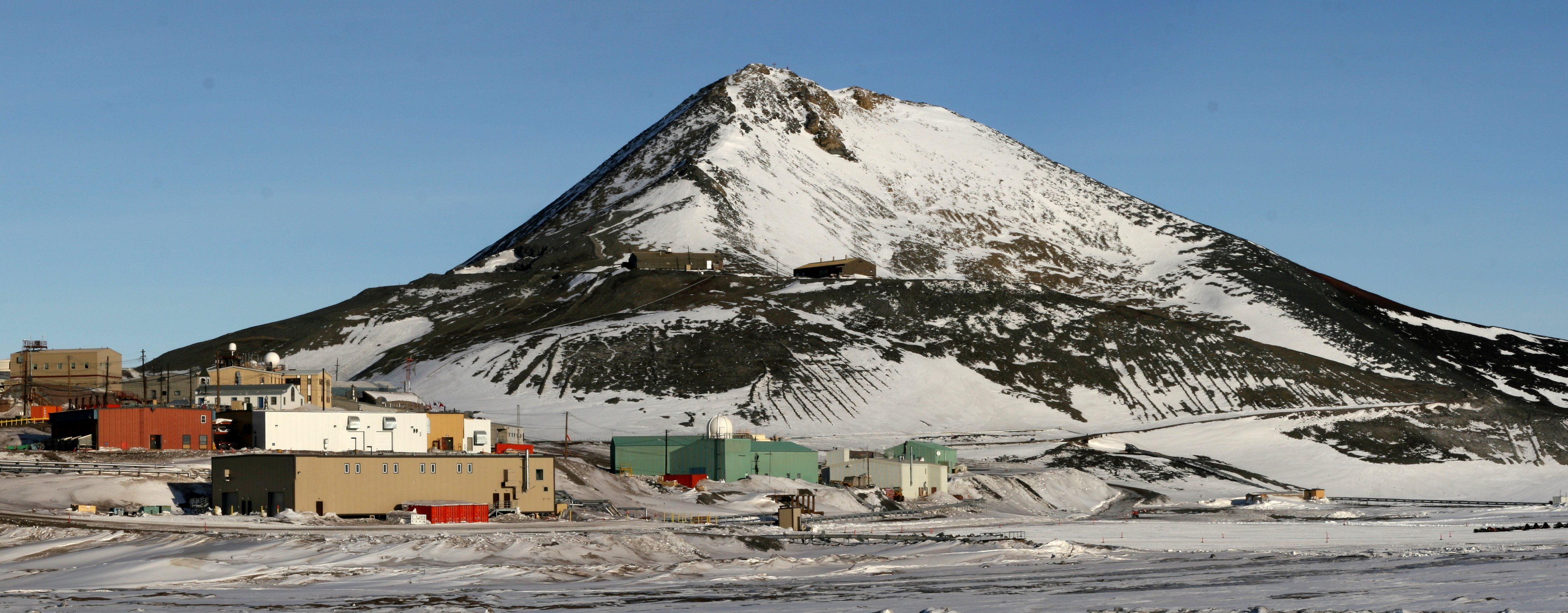

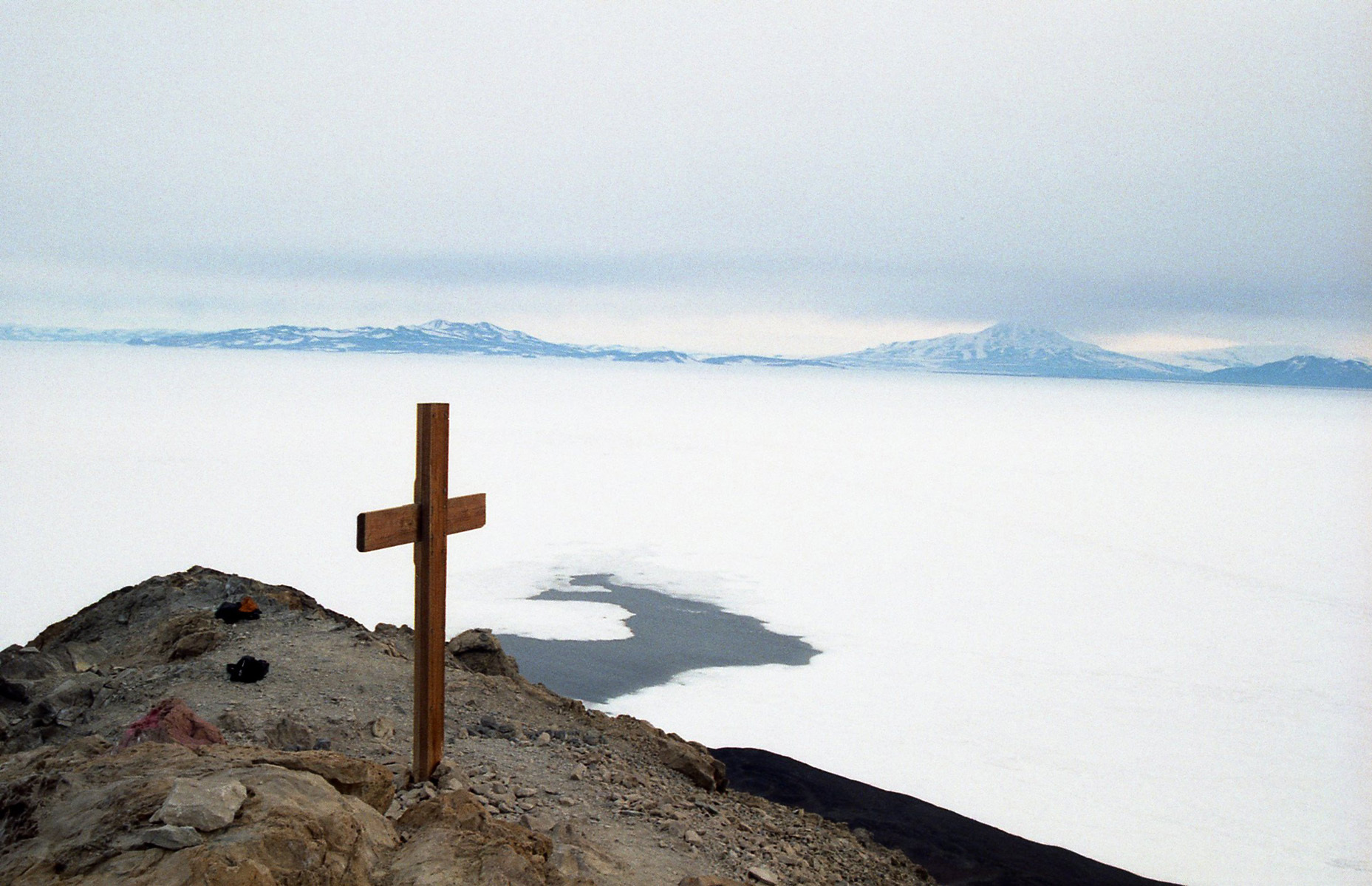

觀測山（英語：Observation Hill）是南極洲的山峰，位於羅斯島，毗鄰麥克默多站，海拔高度230米，山上設有9英尺的十字架紀念羅伯特·斯科特探險隊逝世的隊員，現由南極條約體系管理。

## 外部連結
- Photo of cross （页面存档备份，存于）

77°51′S 166°41′E / 77.85°S 166.69°E